# Serrapinnus micropterus
Serrapinnus micropterus és una espècie de peix de la família dels caràcids i de l'ordre dels caraciformes.

## Morfologia
- Els mascles poden assolir 2,6 cm de llargària total.[3]

## Reproducció
És ovípar.

## Hàbitat
Viu en zones de clima tropical.

## Distribució geogràfica
Es troba a Sud-amèrica: conca del riu Amazones.